# Martin Solhaug Hansen
Martin Solhaug Hansen (* 11. Mai 2003 in Mosjøen) ist ein norwegischer Radrennfahrer.

## Sportlicher Werdegang
Als Junior startete Solhaug Hansen bei Rennen des nationalen Kalenders und trat international nicht in Erscheinung. 2022, in seiner ersten Saison und der U23, kam er bei den nationalem Meisterschaften im Straßenrennen unter die Top 10 und ließ eine Vielzahl etablierter Fahrer hinter sich. Daraufhin wurde er zur Saison 2023 Mitglied im Uno-X DARE Development Team. In der ersten Saisonhälfte ohne nennenswerte Ergebnisse, übernahm er bei der Okolo Jižních Čech im September mit einem dritten Platz auf der vorletzten Etappe mit zwei Sekunden Vorsprung die Gesamtführung, die er auf der letzten Etappe erfolgreich verteidigte.
Nachdem kein Profivertrag zustande gekommen war, ging Solhaug Hansen 2025 nach Spanien, wo er Mitglieb im Club Ciclista Padronés-Cortizo wurde.

## Erfolge
2023
- Gesamtwertung, Nachwuchs- und Bergwertung Okolo Jižních Čech